# 植物栽培研究所
植物栽培研究所（ロシア語略称：ВИР ビール、英文公式名称：Institute of Plant Industry）はニコライ・ヴァヴィロフ記念全ロシア植物栽培研究所（ロシア語: Всероссийский институт растениеводства им. Н. И. Вавилова）が正式名称で、ロシア・サンクトペテルブルクの農業研究所である。

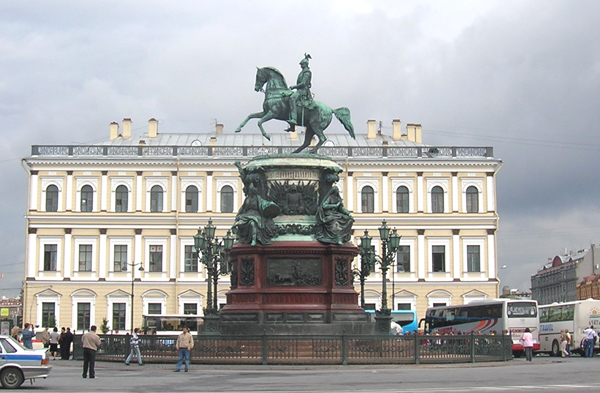
聖イサアク大聖堂 の近くのニコライ1世のの有名な騎馬像の後方に、植物栽培研究所の4号館がある。

## 沿革
1921年に応用植物学研究所としてもとに発足し、1924年から1936年まではニコライ・ヴァヴィロフが所長を勤め、特に食糧の安定確保のためにも多様な遺伝資源を確保することが肝要であるという立場から、世界各地への大規模な農学・植物学調査旅行を行って、彼は来日もしている。この成果に基づき、遺伝的多様性が高い地域（遺伝子中心）がその作物の発祥地であると考え、栽培植物の起原についての理論を発展させた。さらに当時では世界最大の植物種子コレクションを創設した。 
1930年代には、ルイセンコ論争の主舞台になり、ヴァヴィロフは失脚したが、植物種子コレクションはレニングラード包囲戦中も守られて、現在のこの種の世界最大のコレクションといわれる。

## 参考
1. ↑  この部分はニコライ・ヴァヴィロフの記述から。